# 朱琬
朱 琬（しゅ えん、生没年不詳）は、三国時代の呉の武将。揚州丹陽郡故鄣県（現在の浙江省安吉県）の人。祖父は朱治。父は朱才。義伯父は朱然（施然）。

## 生涯
父の朱才が亡くなったとき、祖父から続く故鄣侯の爵位を継いで部将となったが、朱才の兵は義従兄の朱績（朱然の子）に引き継がれた。のちに鎮西将軍にまで昇進した。
鳳凰元年（272年）、西陵督の歩闡が西晋に城ごと投降するという事件が起きた（西陵の戦い)。西晋の都督荊州諸軍事羊祜は巴東将軍徐胤を建平に向かわせたため、楽郷督陸抗は、水軍督留慮・鎮西将軍朱琬を派遣しこれを迎え撃たせた。戦いは数カ月に及んだが、陸抗は歩闡や援軍の荊州刺史楊肇らを打ち破ることに成功した。
天紀4年（280年）、西晋が呉を亡ぼしたときには、参戦した人物の中に朱琬の名前はないため、それまでに引退したか死亡したと思われる。